# Pullisilvaxylon
Pullisilvaxylon es un género de gimnosperma descrito a partir de los restos fósiles de dos especies Pullisilvaxylon arizonicum y Pullisilvaxylon daughertii en la Chinle Formation de Arizona y Nuevo México, Estados Unidos. Toma su nombre del lugar en el que fueron encontrados sus restos, el Black forest de Arizona significando Pullisilvaxylon literalmente madera del bosque negro. 
Datados en el periodo Triásico tardío (208 a 230 millones de años) los grandes troncos fosilizados de esta especie, presentes en el Parque nacional del Bosque Petrificado, fueron asignados inicialmente a la especie Araucarioxylon arizonicum y posteriormente reclasificados tras estudios detallados de su morfología.
Debido a que los únicos restos de las especies que forman este género son secciones de tronco transportadas fluvialmente sólo ha podido describirse la organización de este tejido. Los fustes presentan un xilema secundario picnoxílico sin apenas o con muy escaso tejido parenquimático. Las traqueidas que forman su cilindro vascular son grandes con un diámetro de 70 μm en sección longitudinal, hasta 40 μm en sección trasversal y un lumen máximo de 40 μm. El tejido secundario del cilindro está formado por células de 10 μm de diámetro con amplios espacios intercelulares y parénquima axial disperso. En sección trasversal el sistema conductor deja entrever punteaduras, estructuras de comunicación intercelular, circulares e uniseriadas de tipo cupresoide o taxoide con 18 μm de diámetro y 5 μm de lumen.